# Свема
Производственное объединение «Свема», ОАО «АК „Свема“» (Светочувствительные материалы) (бывшее ПО «Свема») — советское и украинское предприятие по производству фотоматериалов, основанное в 1931 году в городе Шостке (Сумская область). Было включено в перечень стратегических объектов СССР.

## История
Торговая марка «Свема» появилась в 1965 году, до её регистрации предприятие называлось «Фабрика № 3», «Химический завод № 3» и «Шосткинский химический комбинат». На предприятии выпускали кино- и фотоплёнку, фотобумагу, а также рентгеновскую плёнку и магнитную ленту для видео- и звукозаписи. Множество советских кинофильмов заканчивалось титром «Фильм выпущен на кинопленке п/о «Свема». Характеристики плёнки «Свема» влияли на всю эстетику советского кино: так, костюмеры и операторы выстраивали цвет в фильме с учётом её искажённой цветопередачи.
После распада СССР предприятие перешло в собственность правительства Украины. В настоящее время[когда?] 91,6 % акций «Свемы» принадлежит украинскому государству, 8,4 % — физическим и юридическим лицам. В постсоветский период производство постепенно сокращалось вплоть до полного прекращения.
В 2004 году предприятие было обанкрочено, в 2005 — начата процедура санации.
23 декабря 2004 года завод был исключён из перечня предприятий, имеющих стратегическое значение для экономики и безопасности Украины.
В ноябре 2007 года по инициативе шосткинской городской администрации было решено разработать бизнес-план инвестиционного проекта «Индустриальный парк „Свема“». Согласно этому плану предлагалось к использованию инженерно-подготовленные земельные участки и расположенные на них производственные, складские и административные помещения бывшего ПО «Свема». Целью проекта являлось привлечение инвесторов путём выдачи земельного участка с развитой инфраструктурой с дальнейшим выкупом или сдачей в аренду земли и зданий. На разработку проекта планировалось потратить 800 млн долларов США, но в итоге всё осталось только в планах на бумаге.
В 2019 году предприятие выставили на продажу за 404 669 грн. Аукцион по распродаже имущества завода был назначен на 31 мая.
Судя по основному перечню имущества, которое продается за долги, наиболее ценной является насосная станция № 2 одного из строений — за неё просят 105 273,00 грн.
На 2022 год территория производства лежит в руинах.

## Ассортимент
На предприятии выпускались:
- 8-мм киноплёнка 1×8, 2×8, 2×8С, 1×8С в одноразовых кассетах;
- 16-мм киноплёнка с двухсторонней перфорацией;
- 16-мм неперфорированная фотоплёнка для фотоаппаратов типа «Киев-Вега»;
- 35-мм фотоплёнка типа 135 негативная, позитивная и для микрофильмирования;
- 60-мм фотоплёнка типа 120;
- Листовая негативная фотоплёнка разных форматов;
- 35-мм киноплёнка всех сортов: негативная, позитивная, контратипная;
- 70-мм киноплёнка для широкоформатного кинематографа;
- листовая фототехническая плёнка разных сортов;
- рентгеновская плёнка;
- магнитная лента в рулонах и на катушках, разнообразных типов и назначения;
- компакт-кассеты.

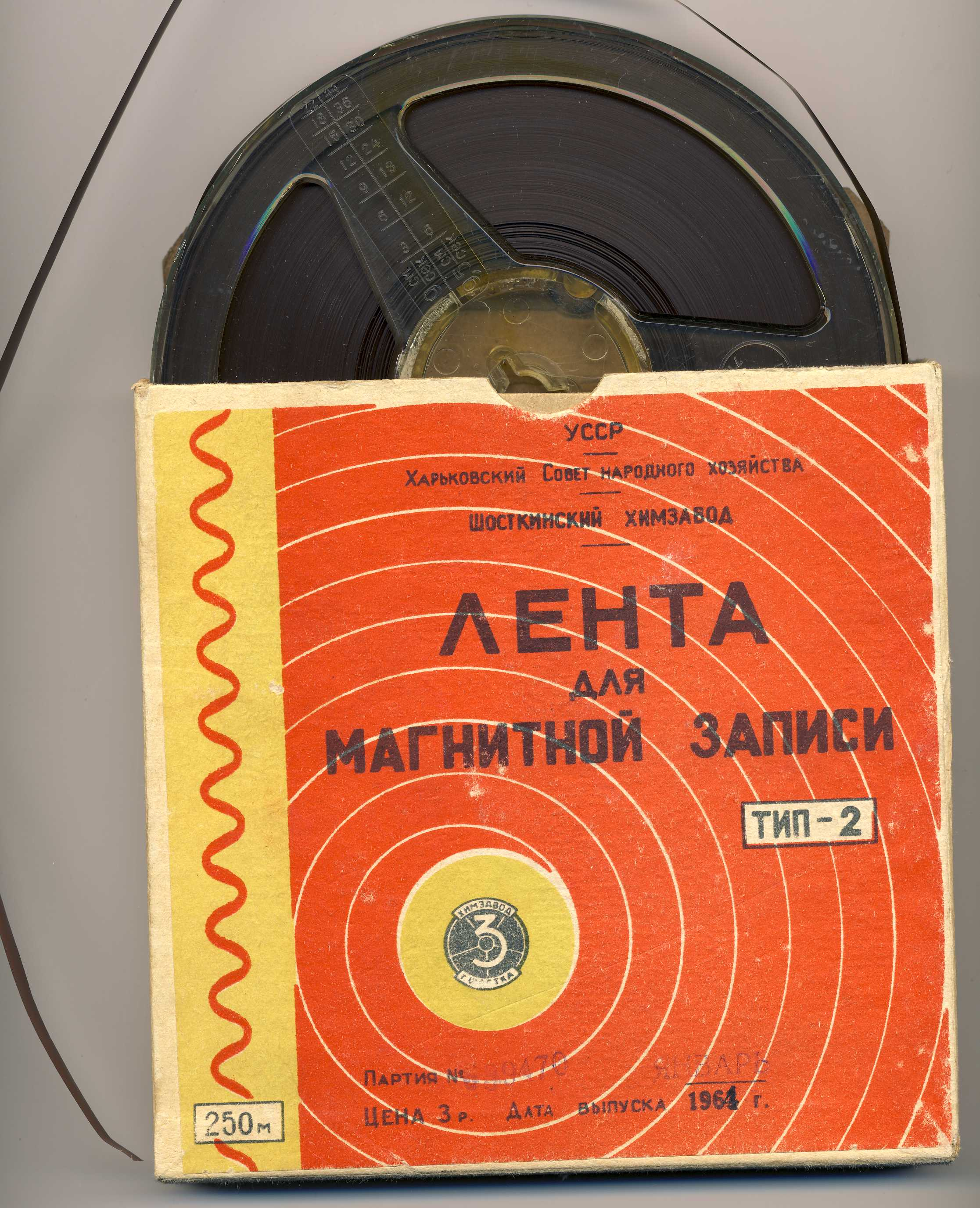
Магнитная лента «Тип-2», 1950-е - начало 1960-х гг., торговой марки «Свема» ещё не существует
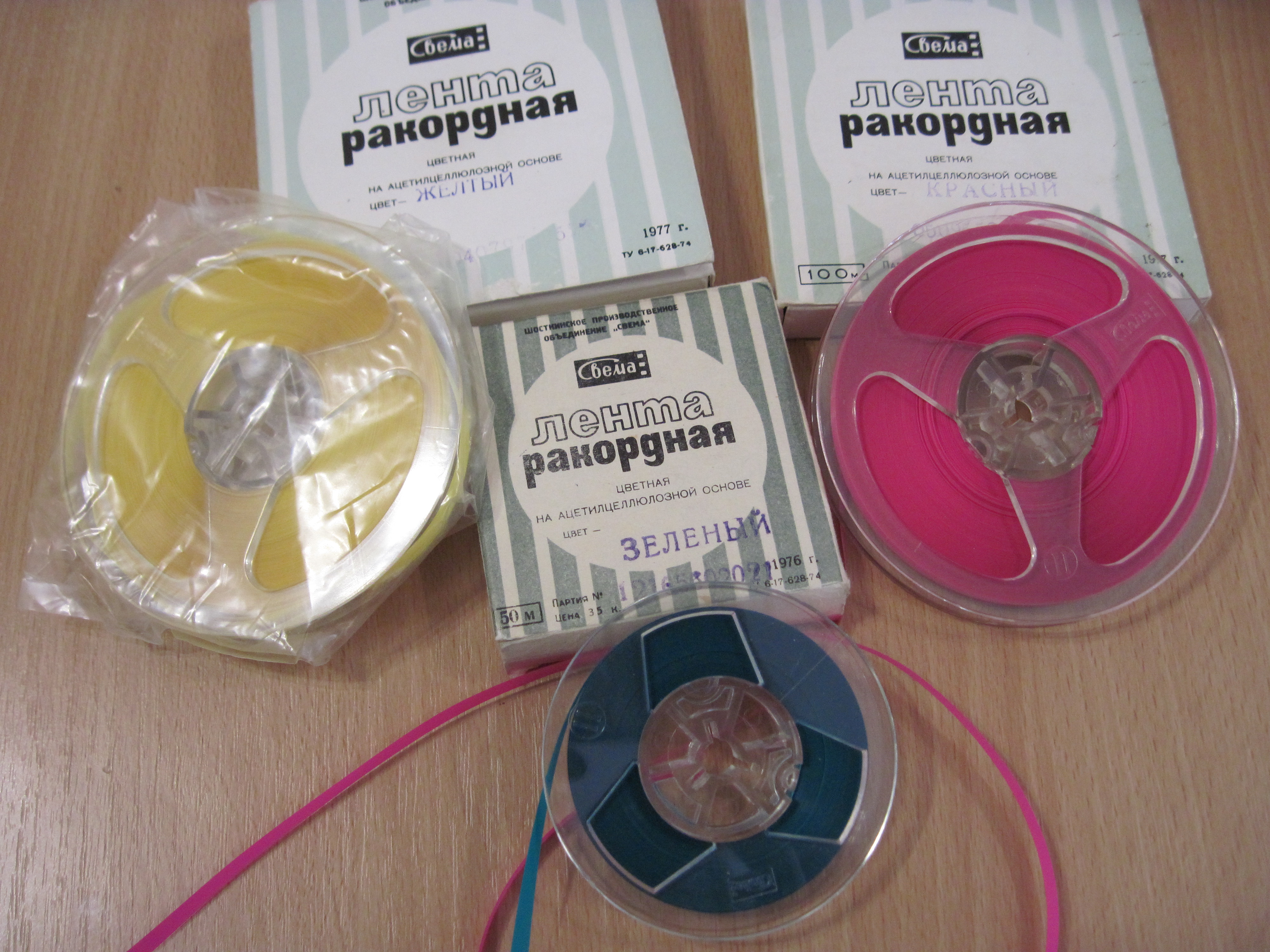
Ракордная лента, 1970-е гг.
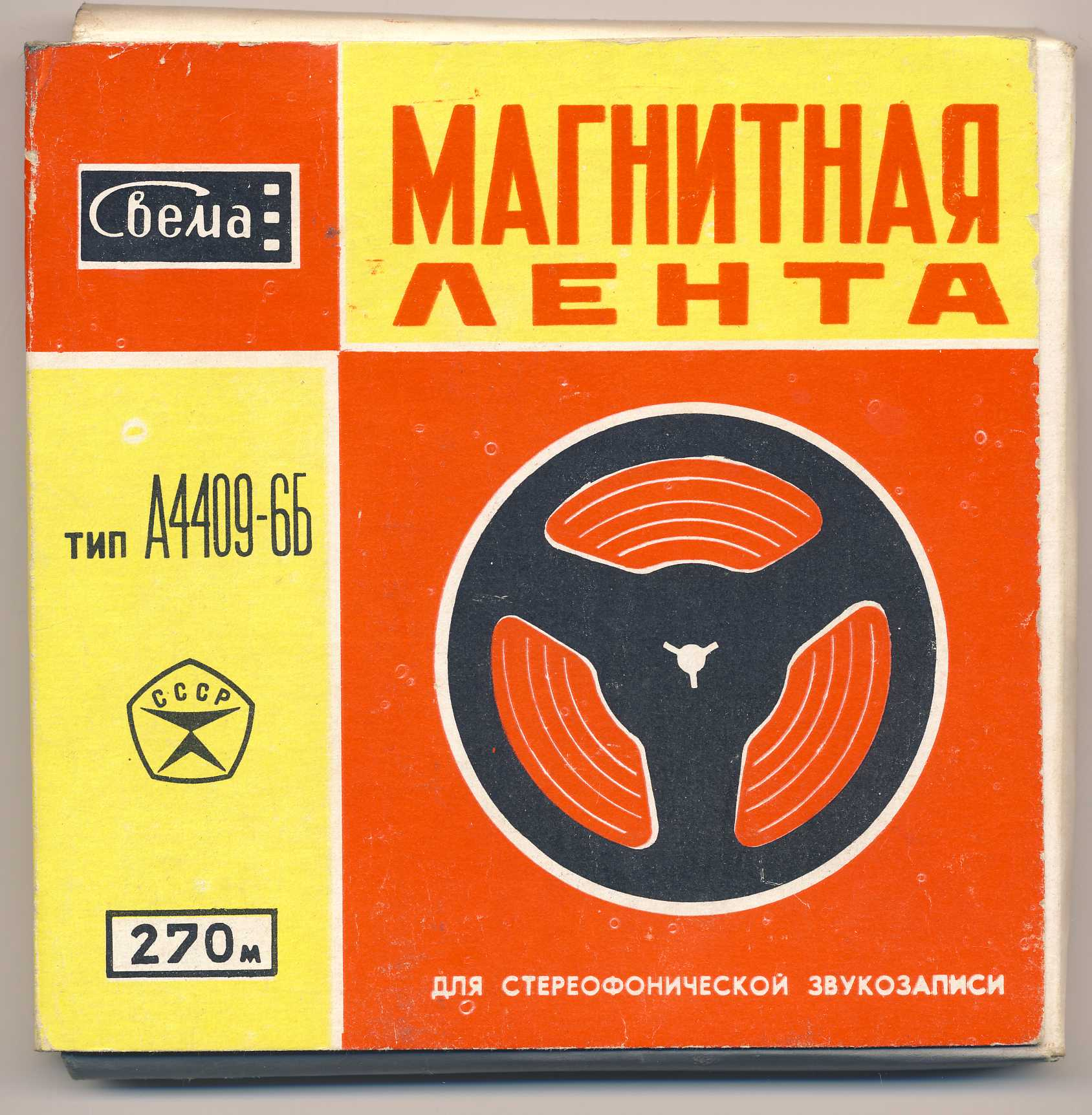
Магнитная лента конца 1970-х гг.
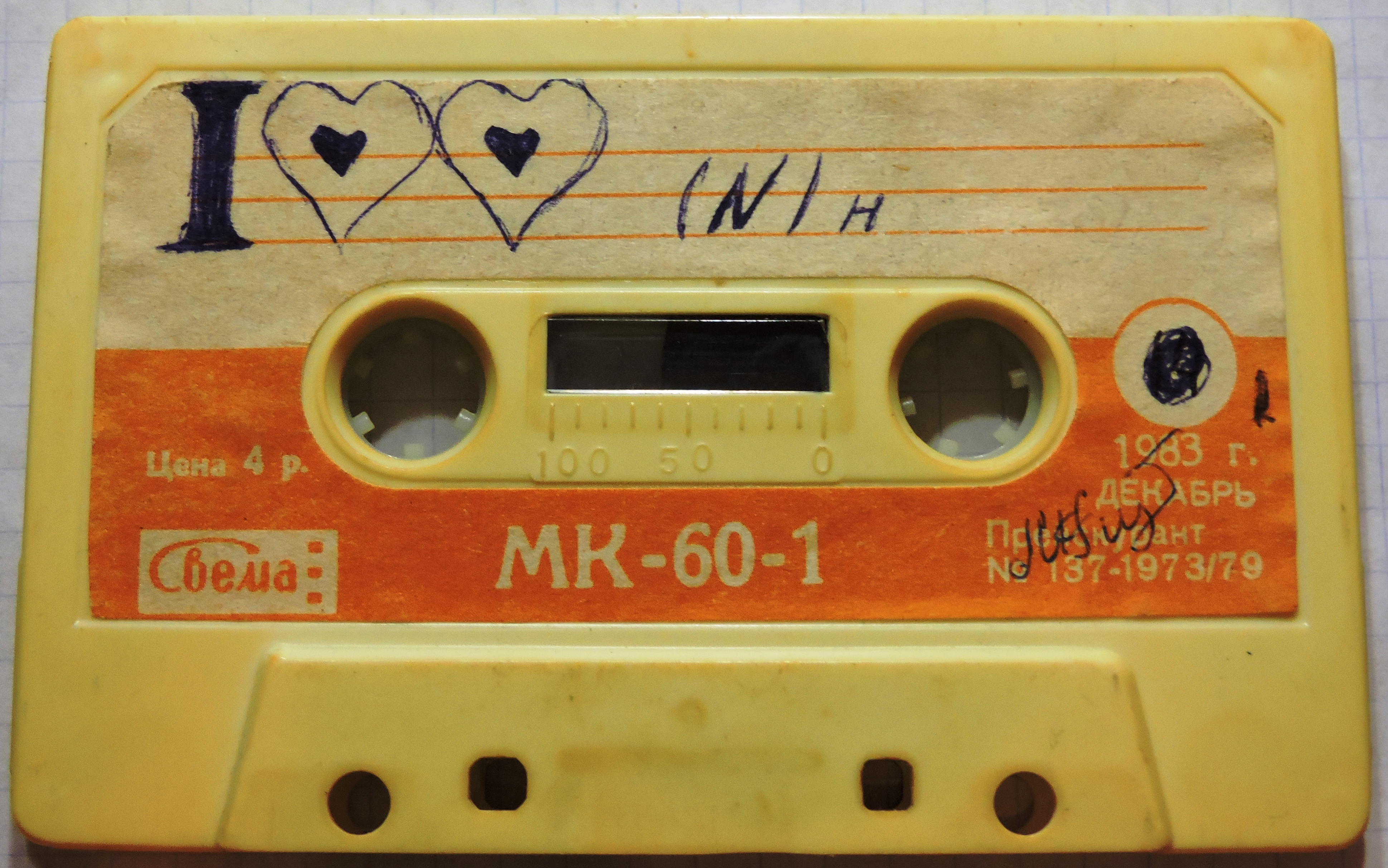
Кассета магнитофонная «Свема» МК-60-1 1983 года
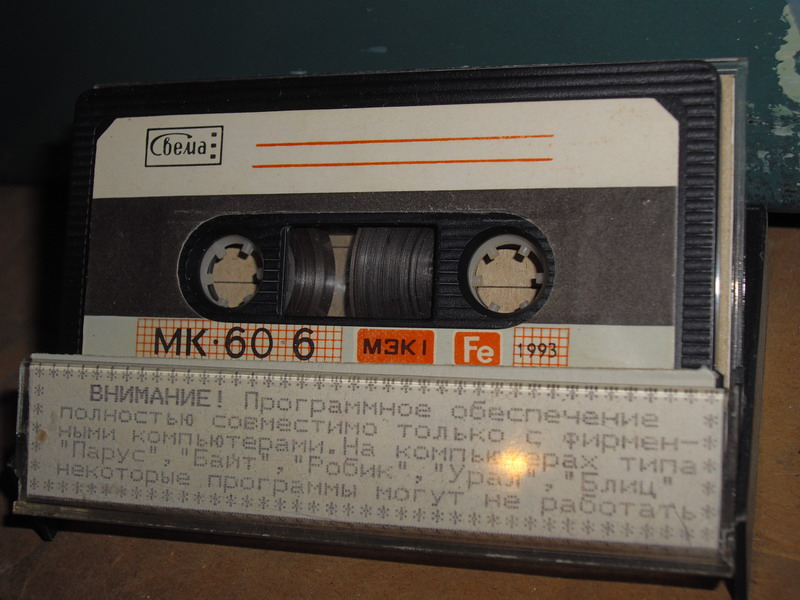
Кассета магнитофонная «Свема» МК-60-6 (1990 год)
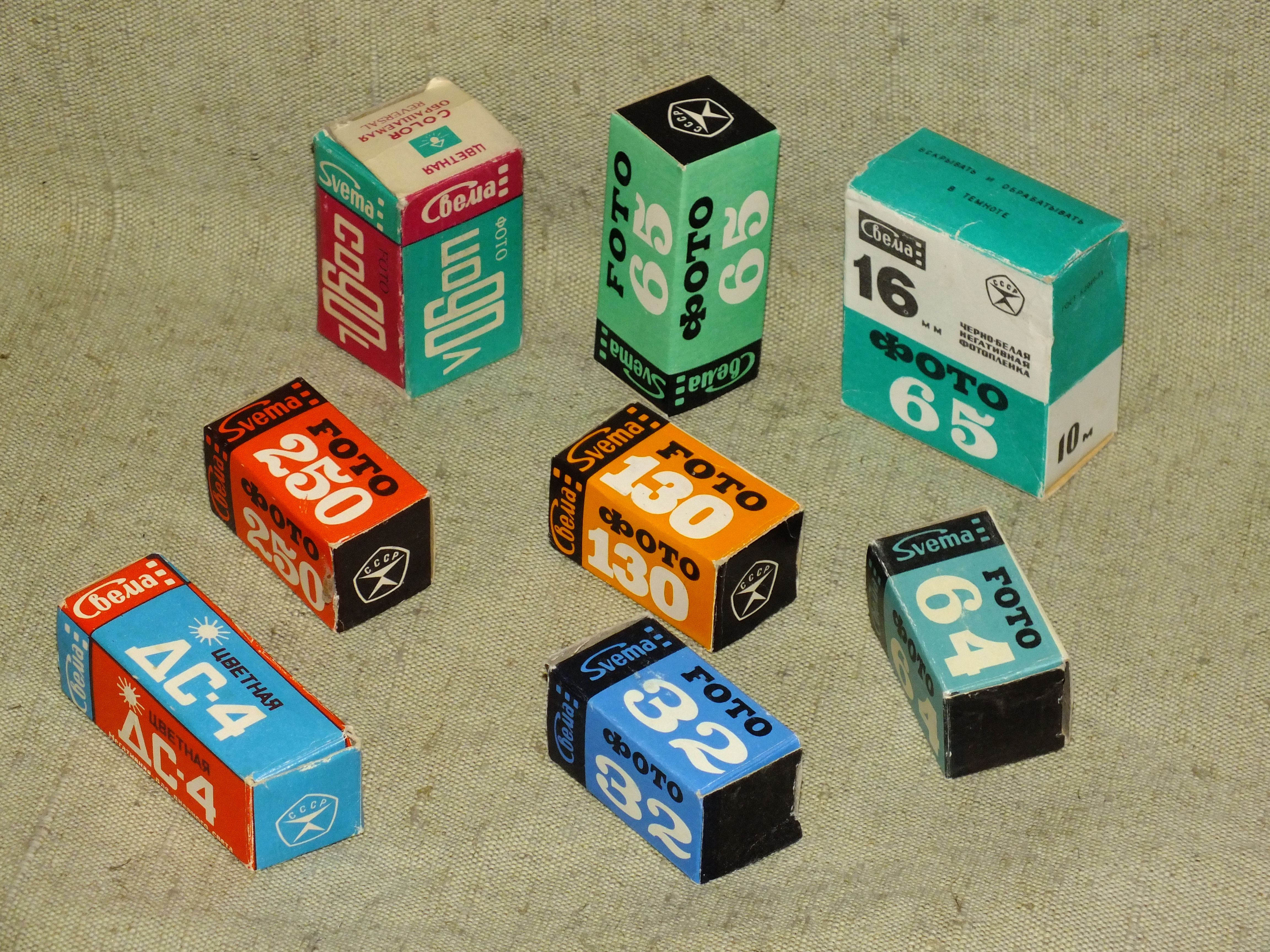
Чёрно-белые фотоплёнки ФОТО-250, -130, -65, -64, -32, цветная негативная фотоплёнка ДС-4, цветная обращаемая фотоплёнка ЦО-90Л
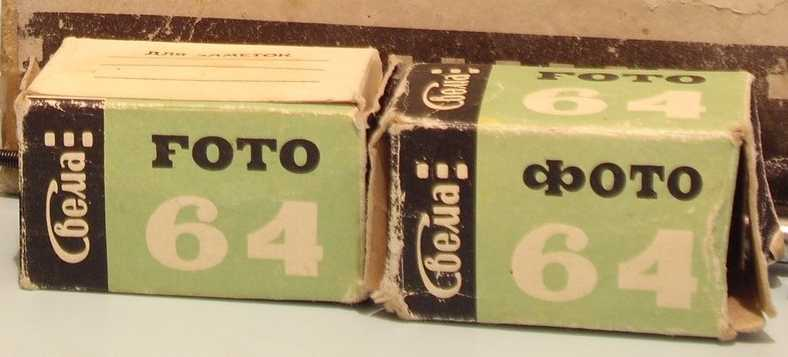
Фотоплёнка ФОТО-64
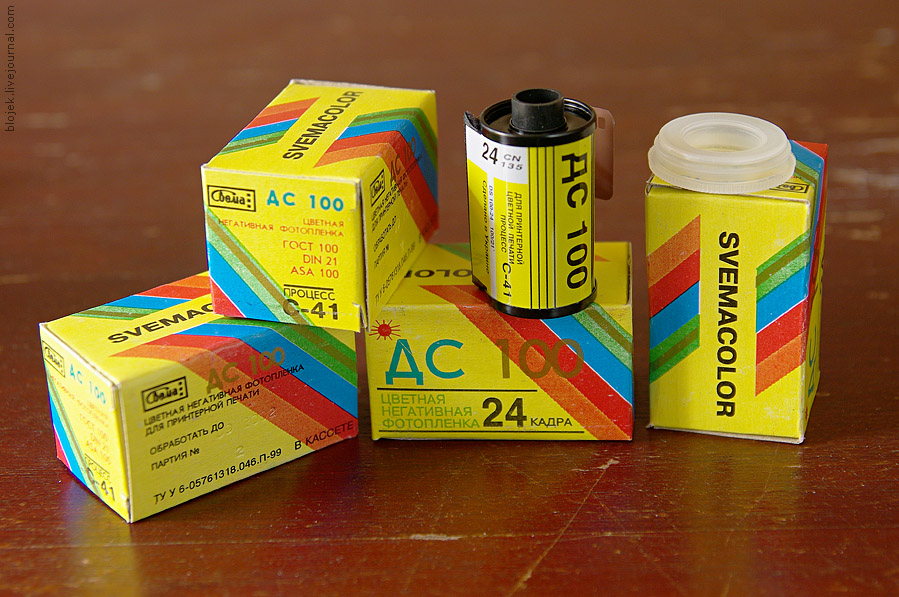
Фотоплёнка ДС-100, процесс C-41 (2000 год)
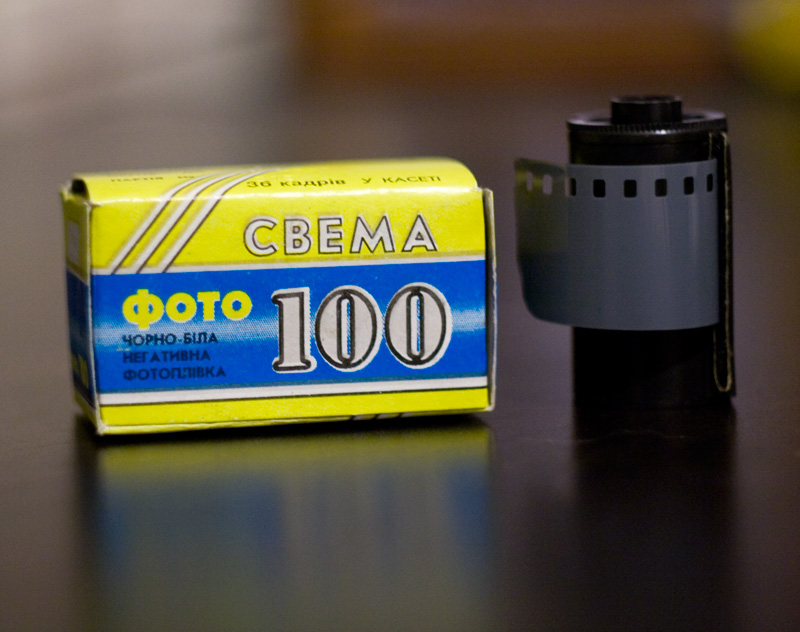
Фотоплёнка ФОТО-100 (2009 год)
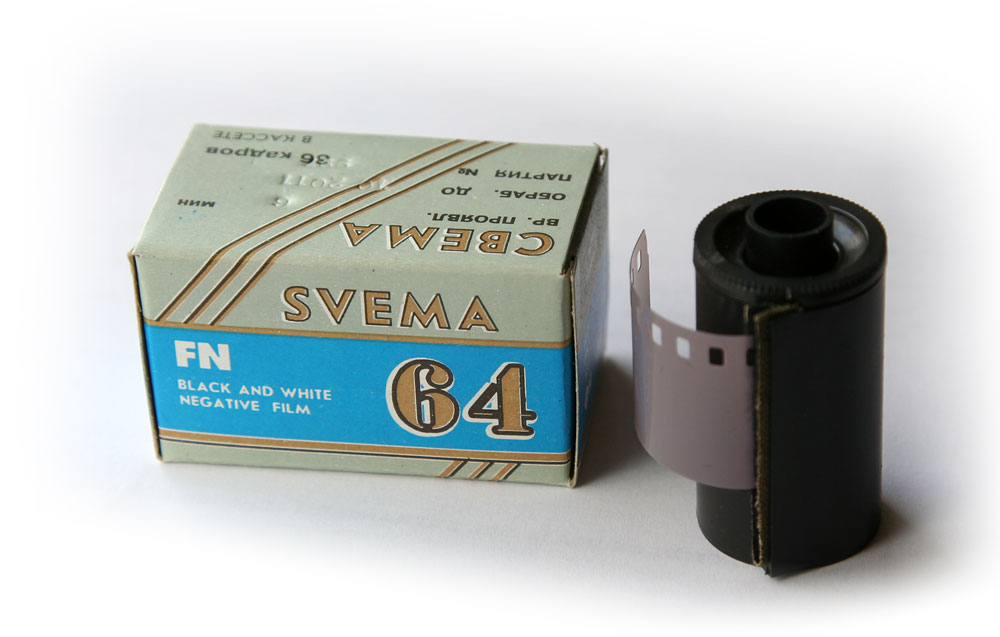
Фотоплёнка ФН-64 (2009 год)
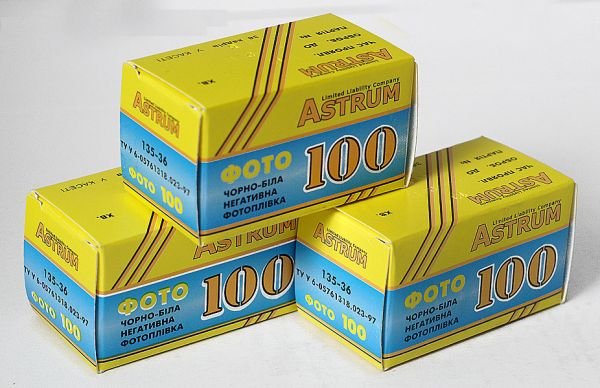
Фотоплёнка ФОТО-100 (2012 год, ЛТД Аструм)
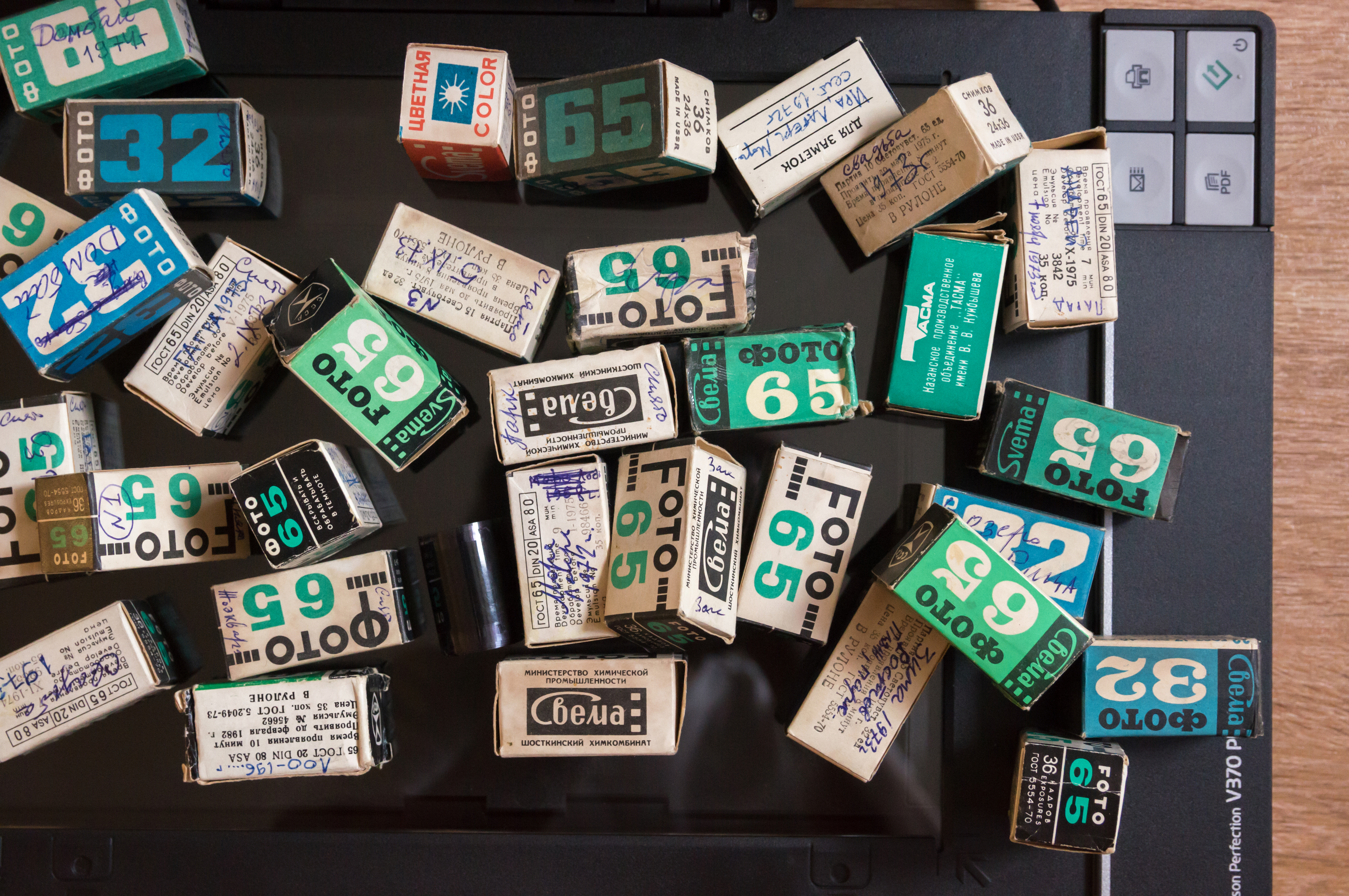
Старые фотоплёнки «Свема»

### До 1987 года
| Название     | Назначение                                                   | Светочувствительность по старому ГОСТу              | Светочувствительность °DIN                        | Светочувствительность ASA                           |
| ------------ | ------------------------------------------------------------ | --------------------------------------------------- | ------------------------------------------------- | --------------------------------------------------- |
| ФОТО-32      | чёрно-белая негативная                                       | 32                                                  | 17                                                | 40                                                  |
| ФОТО-65      | чёрно-белая негативная                                       | 65                                                  | 20                                                | 80                                                  |
| ФОТО-130     | чёрно-белая негативная                                       | 130                                                 | 23                                                | 160                                                 |
| ФОТО-250     | чёрно-белая негативная                                       | 250 — для дневного света 320 — для ламп накаливания | 26 — для дневного света 27 — для ламп накаливания | 250 — для дневного света 320 — для ламп накаливания |
| А-2Ш         | чёрно-белая негативная                                       | 350                                                 | 27                                                | 400                                                 |
| ОЧ-45        | чёрно-белая обращаемая                                       | 45                                                  | 18                                                | 50                                                  |
| ОЧ-90        | чёрно-белая обращаемая                                       | 90                                                  | 21                                                | 100                                                 |
| ОЧ-180       | чёрно-белая обращаемая                                       | 180                                                 | 24                                                | 200                                                 |
| ОЧТ-45       | чёрно-белая обращаемая для ТВ                                | 45                                                  | 18                                                | 50                                                  |
| ОЧТ-180      | чёрно-белая обращаемая для ТВ                                | 180                                                 | 24                                                | 200                                                 |
| ОЧТ-В        | чёрно-белая обращаемая для ТВ                                | 350                                                 | 28                                                | 400                                                 |
| ОЧТ-Н        | чёрно-белая обращаемая для копирования обращаемых киноплёнок | 3                                                   | —                                                 | —                                                   |
| МЗ-3         | чёрно-белая позитивная                                       | 45                                                  | 18                                                | 50                                                  |
| «Микрат-200» | чёрно-белая для микрофильмирования                           | 2                                                   | 4                                                 | 2                                                   |
| «Микрат-300» | чёрно-белая для микрофильмирования                           | 2,5                                                 | 5                                                 | 2,5                                                 |
| «Микрат-900» | чёрно-белая для микрофильмирования                           | 0,2                                                 | —                                                 | —                                                   |
| ДС-4         | цветная негативная, «дневная»                                | 45                                                  | 18                                                | 50                                                  |
| ДС-5М        | цветная негативная, «дневная»                                | 32                                                  | 17                                                | 40                                                  |
| ЦНД-32       | цветная негативная, «дневная»                                | 32                                                  | 17                                                | 40                                                  |
| ЦНЛ-65       | цветная негативная, для ламп накаливания                     | 65                                                  | 20                                                | 80                                                  |
| ЦО-5         | цветная обращаемая для копирования обращаемых киноплёнок     | 0,4                                                 | —                                                 | —                                                   |
| ЦО-22Д       | цветная обращаемая, «дневная»                                | 22                                                  | 15                                                | 25                                                  |
| ЦО-32Д       | цветная обращаемая, «дневная»                                | 32                                                  | 17                                                | 40                                                  |
| ЦО-65Д       | цветная обращаемая, «дневная»                                | 65                                                  | 20                                                | 80                                                  |
| ЦО-Т-22Д     | цветная обращаемая для ТВ                                    | 22                                                  | 15                                                | 25                                                  |
| ЦО-Т-90Л     | цветная обращаемая, для ламп накаливания                     | 90                                                  | 21                                                | 100                                                 |
| ЦО-Т-180Л    | цветная обращаемая, для ламп накаливания                     | 180                                                 | 24                                                | 200                                                 |
| ЦП-8Р        | цветная позитивная                                           | 0,15                                                | —                                                 | —                                                   |
| ЦП-10        | цветная позитивная, с «перемещёнными слоями»                 | 0,3                                                 | —                                                 | —                                                   |
| ЦП-11        | цветная позитивная, с «перемещёнными слоями»                 | 1                                                   | 1                                                 | 1                                                   |
| КП-6         | цветная контратипная                                         | 0,2                                                 | —                                                 | —                                                   |
| КПМ          | цветная контратипная                                         | 0,2                                                 | —                                                 | —                                                   |

### 1987—1990 годы
С 1987 года вступил в силу новый ГОСТ 10691-84, фактически повторяющий стандарты ASA/ISO.
| Название | Назначение             | Светочувствительность по новому ГОСТу               | Светочувствительность °DIN                        | Светочувствительность ASA/ISO                       |
| -------- | ---------------------- | --------------------------------------------------- | ------------------------------------------------- | --------------------------------------------------- |
| ФОТО-32  | чёрно-белая негативная | 32                                                  | 16                                                | 32                                                  |
| ФОТО-64  | чёрно-белая негативная | 64                                                  | 19                                                | 64                                                  |
| ФОТО-125 | чёрно-белая негативная | 125                                                 | 22                                                | 125                                                 |
| ФОТО-250 | чёрно-белая негативная | 250 — для дневного света 320 — для ламп накаливания | 25 — для дневного света 26 — для ламп накаливания | 250 — для дневного света 320 — для ламп накаливания |
| ОЧ-50    | чёрно-белая обращаемая | 50                                                  | 18                                                | 50                                                  |
| ОЧ-100   | чёрно-белая обращаемая | 100                                                 | 21                                                | 100                                                 |
| ОЧ-200   | чёрно-белая обращаемая | 200                                                 | 24                                                | 200                                                 |
| ДС-4     | цветная негативная     | 50                                                  | 18                                                | 50                                                  |
| ЦНД-32   | цветная негативная     | 32                                                  | 16                                                | 32                                                  |
| ЦО-50Д   | цветная обращаемая     | 50                                                  | 18                                                | 50                                                  |
| Репортёр | чёрно-белая негативная | 200                                                 | 24                                                | 200                                                 |

### После 1990 года
В 1990-х годах, после принятия международного стандарта ISO, предприятие освоило выпуск фотоматериалов с новыми значениями светочувствительности.
| Название | Назначение             | Светочувствительность ГОСТ/ASA/ISO | Светочувствительность °DIN |
| -------- | ---------------------- | ---------------------------------- | -------------------------- |
| ФОТО-50  | чёрно-белая негативная | 50                                 | 18                         |
| ФОТО-100 | чёрно-белая негативная | 100                                | 21                         |
| ФОТО-200 | чёрно-белая негативная | 200                                | 24                         |
| ФОТО-400 | чёрно-белая негативная | 400                                | 27                         |